# Laskovyi Mai
Laskovyi Mai (em russo:  Ласковый май) é uma boy band russo-soviética, fundada em Oremburgo pelo compositor Serguei Kuznetsov. Considera-se que a data de fundação é 6 de dezembro de 1986. Os primeiros membros da banda vieram do orfanato de Oremburgo, que, após se encontrarem com o produtor Andrei Razin (que também cresceu em um orfanato), mudaram-se para Moscou. As canções mais famosas da Laskovyi Mai são Belie Rosi (Белые розы, lit.  "Rosas Brancas") e Sidaia Nochi (Седая ночь, lit.  "Noite Acizentada") interpretadas por Iuri Shatunov. Nos anos 1980, não havia uma cena artística adolescente na música, sendo a Laskovyi Mai o primeiro grupo a ocupar esse espaço em tempos de Perestroika. 
A banda se desfez em 1992. Com o sucesso da banda, Kuznetsov e Razin organizaram várias formações de adolescentes para percorrer o país e fazer shows em nome da Laskovyi Mai, usando playback, o que acabou desgastando a imagem da banda. Serguei Kuznetsov já havia deixado o grupo em 1989, por causa de uma disputa em torno de royalties. O vocalista principal, Iuri Shatunov, saiu da banda em 1991, depois de romper com Andrei Razin, em meio controvérsias sobre distribuição dos lucros, propriedades adquiridas e o aumento do controle sobre o cantor por parte de Arkadiy Kudriashov, que trabalhava como administrador da banda. Razin e Shatunov se apresentaram juntos pela última vez em janeiro de 1992, no centro cultural da fábrica de caminhões Kamaz. A fábrica presenteou-os com cinco caminhões de produção própria. Segundo Shatunov, Razin vendeu os carros e não compartilhou os lucros. O incidente finalmente rompeu a parceria.
Em 1996, Shatunov mudou-se para a Alemanha. O vocalista morreu precocemente, aos 48 anos de idade, em 2022.
Em 2009, com o lançamento de um filme sobre a Laskovyi Mai, dirigido por Vladimir Vinogradov, a banda reapareceu no cenário musical com os membros: Andrei Razin, Serguei Serkov, Andrei Kucherov, e Serguei Leniuk. 
Em 2023, a banda voltou a ganhar enorme popularidade na Rússia, pois suas canções foram utilizada na série Slovo patsana. Krov na asfalte, que fez estrondoso sucesso na Rússia e na Ucrânia.

## Membros
(Entre parenteses os nomes em russo)

### Primeira formação 1986–1992
Vocalistas
- Iuri Shatunov (Юрий Шатунов)
- Andrei Razin (Андрей Разин)
- Andrei Gurov  (Андрей Гуров)
- Anton Tokarev (Антон Токарев)
- Viktor Kulikov (Виктор Куликов)
- Vlada Moscovskaya  (Влада Московская)
- Oleg Krestovsky (Олег Крестовский)
- Konstantin Pakhomov (Константин Пахомов)
- Vladimir Shurochkin (Владимир Шурочкин)
- Rafael Isangulov (Рафаэль Исангулов) – também tecladista
- Iuri Barabash (Юрий Барабаш)
- Iuri Gurov (Юрий Гуров)
- Anna Kuznetsova (Анна Кузнецова) — fundadora, letrista, compositora, arranjadora, tecladista

Equipe principal

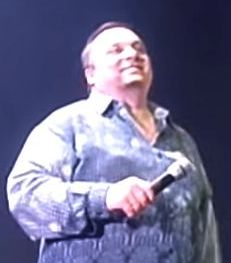
Vocalista Andrei Razin

- Vladimir Boiko (Владимир Бойко) – diretor musical, compositor
- Alla Goltseva (Алла Гольцева) – letrista
- Rashid Dayrabaev (Рашид Дайрабаев) – primeiro diretor
- Arkady Kudriashov (Аркадий Кудряшов) – administrador
- Anatoli Meshaev (Анатолий Мешаев) compositor, arranjador
- Natalia Grozovskaia (Наталья Грозовская) – segunda voz
- Eugene Zakulaev (Евгений Закулаев) – diretor do orfanato

Músicos
- Igor Anisimov (Игорь Анисимов) – tecladista
- Alexei Burda (Алексей Бурда) – teclado eletrônico
- Alexander Priko (Александр Прико) – tecladista
- Evgeny Bychkov (Евгений Бычков) – tecladista
- Sergei Kulagin (Сергей Кулагин) – tecladista
- Arvid Yurgaytis (Арвид Юргайтис) – tecladista
- Mikhail Sukhomlinov (Михаил Сухомлинов) – tecladista
- Vyacheslav Ponomarev (Вячеслав Пономарёв) – baixo
- Igor Safiullin (Игорь Сафиуллин)  – saxophone
- Igor Igoshin (Игорь Игошин) – tambores e percussão
- Sergei Lenyuk (Сергей Ленюк)- tambores
- Sergei Kuznetsov (Сергей Кузнецов) — fundador, letrista, compositor, arranjador, tecladista

### Formação de 2009
- Andrei Razin (Андрей Разин)
- Sergei Serkov (Сергей Серков)
- Andrei Kucherov (Андрей Кучеров)
- Sergei Lenyuk (Сергей Ленюк)

## Discografia
- (1986) Pervyi albom (em russo:  Первый альбом, lit.  "Primeiro Álbum")
- (1988) Belie Rosi (em russo:  Белые розы, lit.  "Rosas Brancas")
- (1988) Medlenno Ukhodit Osen (em russo:  Медленно уходит осень, lit.  "O Outono Se Esvai Lentamente")
- (1988) Nemnogo o Sebe (em russo:  Немного о себе, lit.  "Um Pouco Sobre Mim")
- (1988) Razbitaia Liubov (em russo:  Разбитая любовь, lit.  "Amor Partido")
- (1989) 8 Marta (em russo:  8 марта, lit.  "8 de Março")
- (1989) Rozovyi Vecher (em russo:  Розовый вечер, lit.  "Entardecer Rosado")
- (1989) Na Kryshe (em russo:  На крыше, lit.  "No Telhado")
- (1989) Gudbay, Bebi (em russo:  Гудбай, беби, lit.  "Adeus, Baby")
- (1989) Laskovoe Leto (em russo:  Ласковое лето, lit.  "Verão Suave")
- (1989) Skazochnyi Bereg (em russo:  Сказочный берег, lit.  "Fada Mágica")
- (1989) Oktyabrskiy Albom (em russo:  Октябрьский альбом, lit.  "Álbum de Outubro")
- (1990) Glupye Snezhinki (em russo:  Глупые снежинки, lit.  "Estúpidos Flocos de Neve")
- (1990) Mashka-matryoshka (em russo:  Машка-матрёшка, lit.  "Matryoshka Mashka")
- (1990) Ozornaya Devochka (em russo:  Озорная девочка, lit.  "Menina Travessa")
- (1990) Vozvrashchaysya (em russo:  Возвращайся, lit.  "Volte")
- (1990) Ostrov na Dvoikh (em russo:  Остров на двоих, lit.  "Ilha para Dois")
- (1991) Zakroy za Mnoy Dver (em russo:  Закрой за мной дверь, lit.  "Feche a Porta Atrás de Mim")
- (1992) Sluchaynaya Vstrecha (em russo:  Случайная встреча, lit.  "Encontro Casual")
- (1996) Luchshee (em russo:  Лучшее, lit.  "O Melhor")
- (1996) Iskusstvennoe Dykhanie (em russo:  Искусственное дыхание, lit.  "Respiração Artificial")
- (2000) Legendi #1 (1988—1993) (em russo:  Легенды #1, lit.  "Lendárias #1")
- (2000) Legendi #2 (1988—1993) (em russo:  Легенды #2, lit.  "Lendárias #2")
- (2000) Legendi #3 (1988—1993) (em russo:  Легенды #3, lit.  "Lendárias #3")
- (2007) Zvezda (em russo:  Звезда, lit.  "Estrela")
- (2008) Vse Khity (em russo:  Все хиты, lit.  "Todos os Hits")
- (2016) Novye Pesni (em russo:  Новые песни, lit.  "Novas Canções")